# Liste des régions NUTS d'Irlande
Pour des articles plus généraux, voir Organisation territoriale de l'Irlande (pays) et Nomenclature des unités territoriales statistiques.
Les régions NUTS d'Irlande sont les divisions statistiques en trois niveaux définies par la nomenclature des unités territoriales statistiques du territoire de l'Irlande.
Le niveau 1 comprend une seule division consistant en l'intégralité du territoire irlandais, tandis que les niveaux 2 et 3 correspondent respectivement aux régions statistiques et aux autorités régionales.

## Découpage
- IE0 : Ireland (Irlande)
  - IE01 : Border, Midland and Western (région frontalière, Midlands et Ouest)
    - IE011 : Border (région frontalière)
    - IE012 : Midland (Midlands)
    - IE013 : West (Ouest)

  - IE02 : Southern and Eastern (Sud et Est)
    - IE021 : Dublin
    - IE022 : Mid-East (centre-est)
    - IE023 : Mid-West (centre-ouest)
    - IE024 : South-East (sud-est)
    - IE025 : South-West (sud-ouest)